# 奧列尼夫卡 (大米海利夫卡區)
47°8′12″N 30°0′15″E / 47.13667°N 30.00417°E
奧萊尼夫卡（烏克蘭語：Оленівка）是位於烏克蘭西南部的村莊，由敖德萨州羅茲季利納區的采布里科韋市鎮負責管轄。該村始建於1897年，面積0.14平方公里，海拔高度95米，2001年人口29，人口密度每平方公里207.14人。